# La Unión, Jaumave
La Unión är en ort i Mexiko.   Den ligger i kommunen Jaumave och delstaten Tamaulipas, i den centrala delen av landet, 500 km norr om huvudstaden Mexico City. La Unión ligger 986 meter över havet och antalet invånare är 207.
Terrängen runt La Unión är varierad, och sluttar brant österut. Runt La Unión är det mycket glesbefolkat, med 4 invånare per kvadratkilometer. Närmaste större samhälle är Jaumave, 16,3 km sydost om La Unión. I omgivningarna runt La Unión växer huvudsakligen savannskog.